# Diplolaimella ophthalmophora
Diplolaimella ophthalmophora är en rundmaskart som beskrevs av Timm 1952. Diplolaimella ophthalmophora ingår i släktet Diplolaimella och familjen Monhysteridae. Inga underarter finns listade i Catalogue of Life.